# Sonia Van Renterghem
Sonia Van Renterghem (Zelzate, 15 juni 1965) is een Belgische voormalige atlete, die gespecialiseerd was in de sprint en de middellange afstand. Zij werd driemaal Belgisch kampioene.

## Loopbaan
Van Renterghem werd in 1988 op de 400 m Belgisch kampioene. Het jaar nadien werd ze op dezelfde afstand indoorkampioene. In 1991 veroverde ze de titel op de 800 m. Ze was aangesloten bij Halestra.

## Belgische kampioenschappen
Outdoor
| Onderdeel | Jaar |
| --------- | ---- |
| 400 m     | 1988 |
| 800 m     | 1991 |

Indoor
| Onderdeel | Jaar |
| --------- | ---- |
| 400 m     | 1989 |

## Persoonlijke records
Outdoor
| Onderdeel | Prestatie | Datum            | Plaats   |
| --------- | --------- | ---------------- | -------- |
| 400 m     | 54,38 s   | 20 juli 1989     | Heverlee |
| 800 m     | 2.02,65   | 3 september 1993 | Brussel  |
| 1500 m    | 4.27,82   | 8 september 1993 | Lebbeke  |

Indoor
| Onderdeel | Prestatie | Datum           | Plaats |
| --------- | --------- | --------------- | ------ |
| 400 m     | 55,71 s   | 29 januari 1989 | Liévin |

## Palmares

### 400 m
- 1988:  BK AC - 54,64 s
- 1989:  BK indoor AC - 55,71 s
- 1989:  BK AC - 54,38 s

### 800 m
- 1991:  BK AC - 2.04,61
- 1992:  BK AC - 2.06,07
- 1993:  BK AC - 2.06,16
- 1994:  BK indoor AC - 2.07,72